# Paul Ludwig Kowalczewski

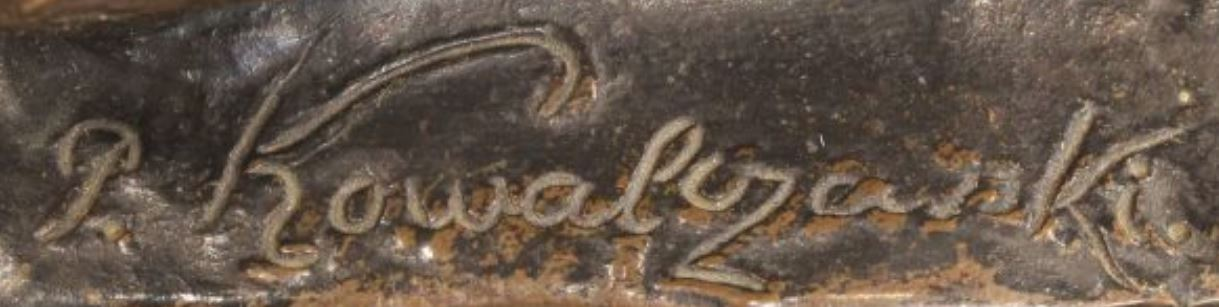
Signatur von Paul Ludwig Kowalczewski

Paul Ludwig Kowalczewski (* 25. August 1865 in Mieltschin (heute Mielżyn), Königreich Preußen; † 9. Mai 1910 in Berlin) war ein deutscher Bildhauer.

## Leben
Kowalczewski studierte ab 1895 für drei Jahre an der Berliner Akademie der Künste. Zu seinem Werk gehörten vornehmlich Büsten und Jugendstilskulpturen aus Bronze mit profanen Darstellungen der arbeitenden Bevölkerung, aber auch Krieger, Bogenschützen, Siegesposen und gelegentlich auch Vögel. Er zeigte seine Arbeiten zwischen 1899 und 1906 regelmäßig auf der Großen Berliner Kunstausstellung.

## Familie
Der Bruder des Künstlers, Karl Kowalczewski (1867–1927), war ebenfalls Bildhauer. Ihre Schwester Dorota heiratete den Bürgermeister von Breslau, Paul Matting.

## Werke (Auswahl)
- Gärtner mit Harke und Hut
- Ruf der See, 1920
- Merkur
- Diana
- Putto als Allegorie der Jagd
- Verführung der Danaë
- Schuljunge
- Wasserträgerin
- Tourist
- Seemann mit Pfeife
- Schlangebeschwörerin
- Stahlarbeiter mit Sohn
- Schwertkämpfer
- Mädchenhalbakt mit Frosch
- Seemann mit Fernrohr und Steuerruder
- Die Weisheit
- Germanischer Krieger mit Stab
- Ludwig van Beethoven, Bildnisbüste 1900
- Der Kettensprenger, 1907
- Monna Vanna, 1900
- Tänzerin, 1900